# Museo de Historia Natural de Cabo San Lucas
El Museo de Historia Natural de Cabo San Lucas o Museo de las Californias es un museo de historia natural ubicado en el Cabo San Lucas, en México. Fue inaugurado el 9 de octubre de 2006.
El inmueble históricamente era una escuela, pero el día de hoy cuenta con diversas exposiciones científicas que tratan temas como la paleo-botánica, geología, antropología y esqueletos de mamíferos, aves y reptiles, entre otros.

## Exposiciones
La mayor parte de la exposición es acerca de la historia del Cabo e incluso existe una exposición arqueológica que contiene parte de un esqueleto pericú, el cual fue un grupo étnico que vivió principalmente en la parte sur de la península. Además, hay otras que incluyen temas acerca de la biodiversidad del mar, astronomía y una zona dedicada para exposiciones temporales.